# Fernand de Barrau
Fernand de Barrau, né le 3 avril 1851 à Carcenac (commune de Salmiech) et mort le 26 février 1938 à Gaillac-d'Aveyron, est un homme de lettres aveyronnais. Il est le fils d'Adolphe de Barrau.

## Biographie

### Études
En 1872 il est admis à l'école nationale des chartes.
Licencié en droit en 1874, il exerce d'abord la profession d'avocat.

### Journalisme
De 1886 à 1901, il est le rédacteur en chef du Journal de l'Aveyron,. Monarchique et catholique, il annonce lors de sa prise de fonctions : « Le Journal de l'Aveyron, qui entre dans sa quatre-vingt-deuxième année, change aujourd'hui de rédacteur : il ne changera pas de principes. Avant nous, il était monarchiste et catholique ; à son âge, on ne se corrige pas ; ses abonnés le trouveront toujours catholique et monarchiste ».
Ce journal est le plus ancien des journaux aveyronnais et l'un des plus importants du département.

## Publications

### Histoire
- L'Époque révolutionnaire en Rouergue, étude historique, 1789-1801[5] (avec ses oncles Hippolyte et Eugène de Barrau)
- Galerie des préfets de l'Aveyron[6], 7 volumes, 1905-1907 (du préfet Sainthorent premier préfet de l'Aveyron en 1800 au préfet Nau de Beauregard nommé en 1868[7]. « C'est toute la vie de notre province pendant un siècle qui est ainsi résumée dans ses aventures, sa société, ses grands hommes, son développement économique, ses intrigues politiques. (...) »[7])
- Amans-Alexis Monteil (1769-1850), 1909[8]
- MgrAffre, archevêque de Paris : 1793-1848, 1909[8]

### Agriculture
- Manuel élémentaire et pratique d'agriculture à l'usage des cultivateurs du département de l'Aveyron, 1902[9]
- Les semis de prairies artificielles dans le département de l'Aveyron, 1905[10]

### Traductions
- Il traduit de l'italien Spuma del mare du romancier italien Salvatore Farina, traduction qui faillit paraître dans la Revue des Deux-Mondes, et une comédie italienne en trois actes de Ghislanzoni intitulée Tuti Ladri
- de l'espagnol plusieurs romans de Fernand Caballero
- de l'allemand Treve Liebe de son ami Johann Nepomuk von Alpenburg

### Chroniques
- Il rédige des chroniques dans plusieurs journaux locaux, notamment dans le domaine agricole pour la Croix de l'Aveyron, l'Union Catholique, l'Ami de Vezins, l'Ami de Ségur[8]

## Distinctions

### Sociétés savantes
- Membre de la Société des lettres, sciences et arts de l'Aveyron (1889)
- Membre de la Société centrale d'agriculture de l'Aveyron

### Prix
- En 1901, 1er prix départemental en Aveyron pour son manuel d'agriculture
- En 1914, lauréat du prix Cabrol décerné par la Société des lettres, sciences et arts de l'Aveyron pour ses travaux[11]